# Route départementale 15 (Hautes-Pyrénées)
Pour les articles homonymes, voir Route départementale 15.
La route départementale 15, ou RD 15, est une route départementale des Hautes-Pyrénées reliant Juillan à Barbazan-Debat.

## Descriptif

### Longueur
L'itinéraire présente une longueur de 8,45 km.

### Nombre de voies
La RD 15 est sur la totalité de son tracé bidirectionnelle à deux voies.

### Tracé
La RD 15 traverse le département d'ouest en est à partir de Juillan depuis la route départementale D 921a et rejoint le village de Barbazan-Debat.
Elle coupe la route départementale D 935 au niveau de Horgues.
Elle est entièrement dans le Pays de Tarbes et de la Haute Bigorre dans la communauté d'agglomération Tarbes-Lourdes-Pyrénées.

## Communes traversées
- Juillan
- Odos
- Laloubère
- Horgues
- Salles-Adour
- Barbazan-Debat

## Gestion, entretien et exploitation

### Organisation territoriale
En 2021, les services routiers départementaux sont organisés en cinq agences techniques départementales et 25 centres d'exploitation qui ont pour responsabilité l’entretien et l’exploitation des routes départementales de leur territoire. 
La RD 15 dépend de l'agence des Pays de Tarbes et de la Haute Bigorre et du centre d'exploitation de Tarbes.

### Exploitation
En saison hivernale, le département publie une carte des conditions de circulation (C1 circulation normale, C2 délicate, C3 difficile, C4 impossible).

## Galerie

Sélection de vues des villages traversés.
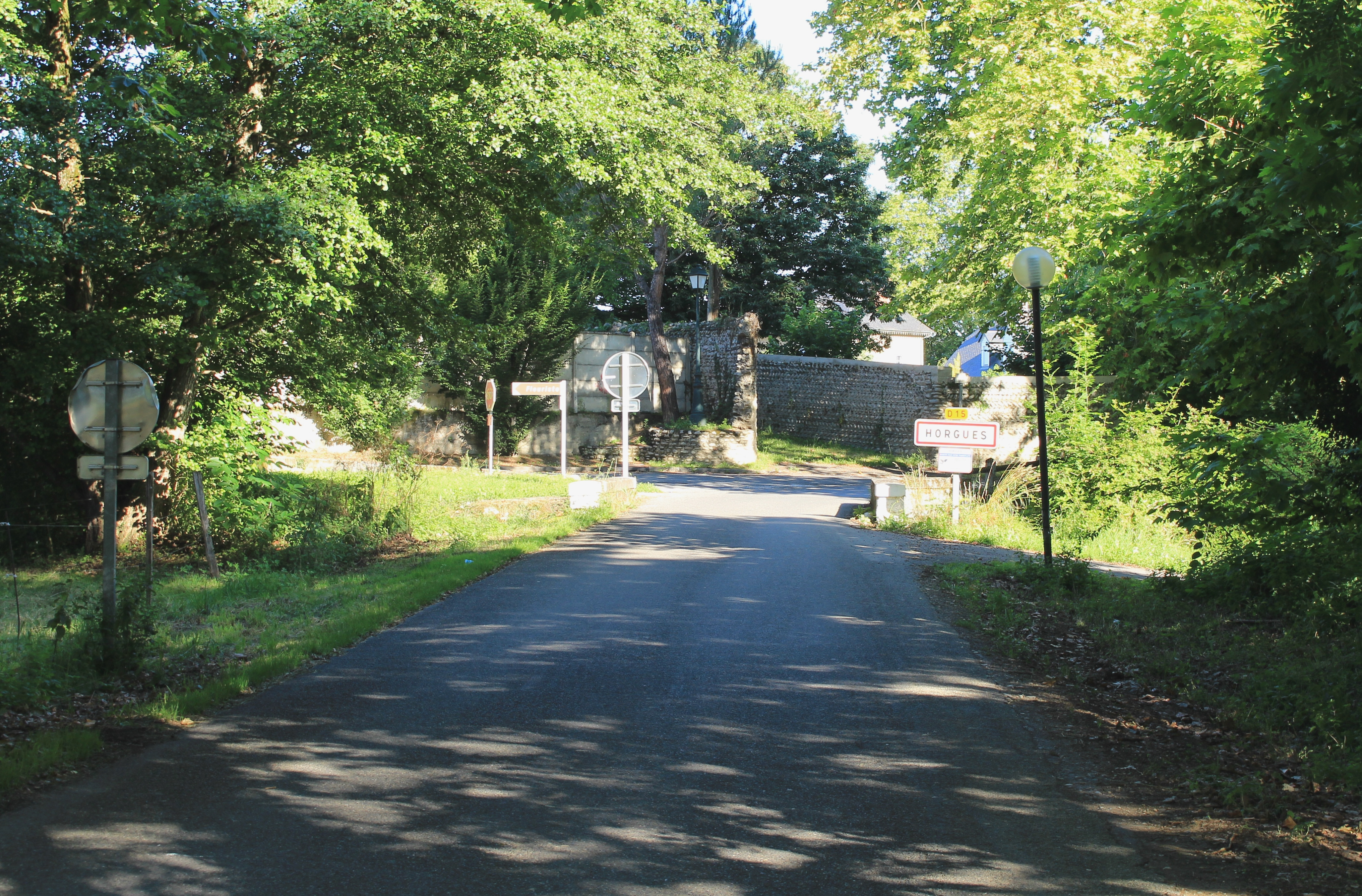
Entrée Est de Horgues.
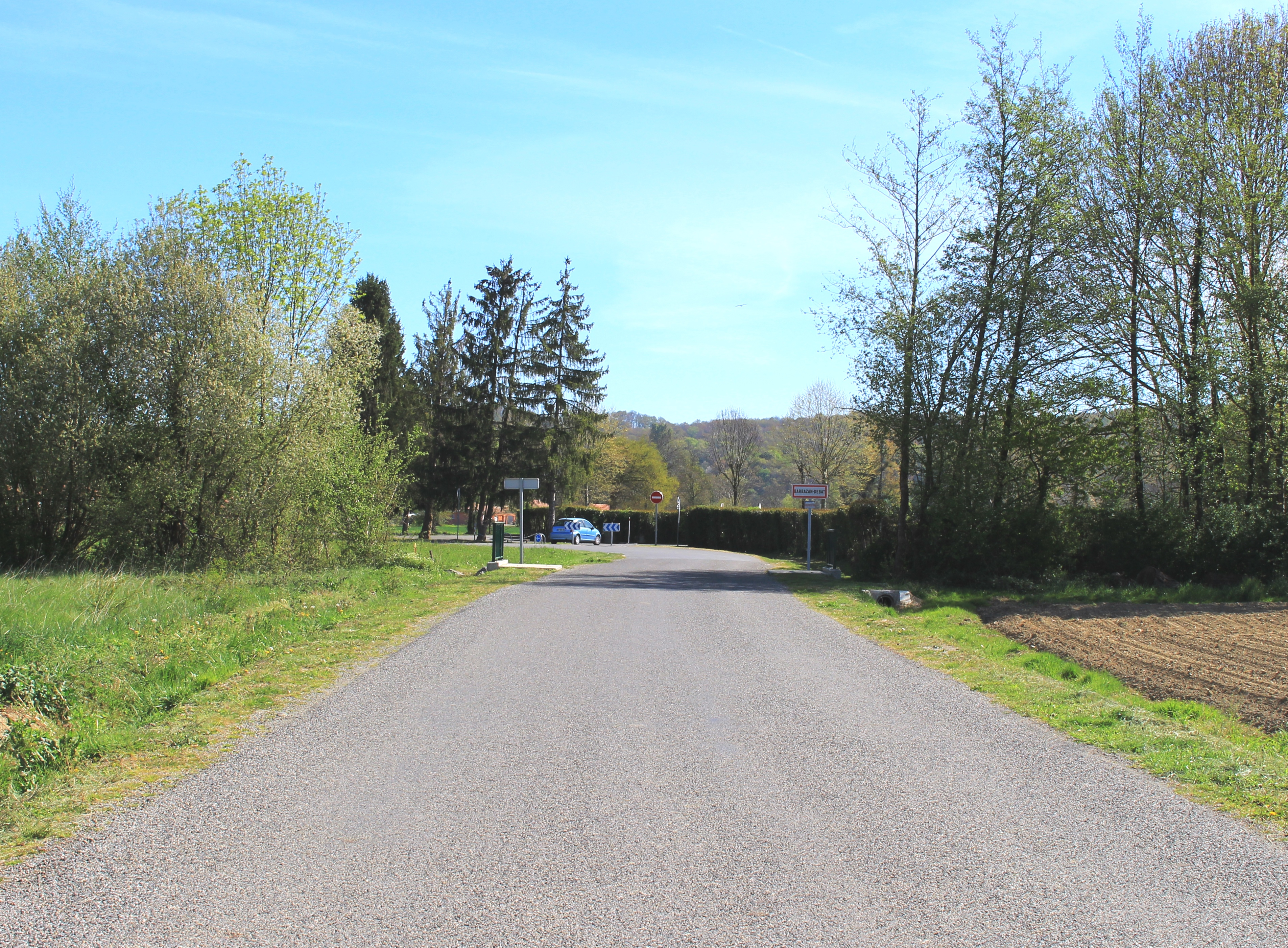
Entrée Ouest de Barbazan-Debat.